# Беткав Оген
Беткав Оген (фр. Betcave-Aguin) насеље је и општина у јужној Француској у региону Миди Пирене, у департману Жерс која припада префектури Ош.
По подацима из 2011. године у општини је живело 97 становника, а густина насељености је износила 9,52 становника/km². Општина се простире на површини од 10,19 km². Налази се на средњој надморској висини од 200 метара (максималној 314 m, а минималној 213 m).

## Демографија
| 1962. | 1968. | 1975. | 1982. | 1990. | 1999. | 2011. |
| ----- | ----- | ----- | ----- | ----- | ----- | ----- |
| 77    | 92    | 81    | 73    | 88    | 80    | 97    |

График промене броја становника у току последњих година